# Tatalina River (Chatanika River)
Der Tatalina River ist ein rund 120 Kilometer langer rechter Nebenfluss des Chatanika Rivers in der Mitte des US-Bundesstaats Alaska.

## Verlauf
Der Tatalina River entspringt im Yukon-Tanana-Hochland auf einer Höhe von etwa 500 m. Von dort fließt er 60 Kilometer in südsüdwestlicher Richtung durch das Hügelland. Nach 30 Kilometern kreuzen der Elliott Highway und die Trans-Alaska-Pipeline den Flusslauf. Der Flusslauf weist zahlreiche Flussschlingen und Altarme auf. Im Unterlauf erreicht der Fluss das Tanana-Tiefland. Er wendet sich nach Westen und mündet achteinhalb Kilometer südsüdöstlich der Siedlung Minto in den Chatanika River, etwas mehr als anderthalb Kilometer oberhalb dessen Mündung in den Tolovana River. 